# Heinrich Crusius
Heinrich Wilhelm Leberecht Crusius (* 21. Mai 1860 in Sahlis; † 8. Dezember 1899 ebenda) war ein sächsischer Rittergutsbesitzer und Politiker. 

## Werdegang
Als Enkel von Wilhelm Crusius (1790–1858) und Sohn von Friedrich Leberecht Crusius (1833–1861) übernahm er nach Erreichen der Mündigkeit 1888 das Rittergut Sahlis mit Rüdigsdorf. Zuvor hatte er 1885 mit der Schrift Die technischen Gewerbe in der Landwirthschaft an der Universität Leipzig den Doktorgrad Dr. phil. erlangt. Er unterzog das Herrenhaus einer Renovierung und ließ 1891/92 die Orangerie, die spätere Kegelbahn mit ihren beiden sie flankierenden Pavillons, errichten. 1895/96 und 1897/98 gehörte Crusius der Ersten Kammer des Sächsischen Landtages an. Er starb im Dezember 1899 nach einem langen Leiden im Alter von 39 Jahren. Er war ab 1894 mit Anna Maria Elisabeth (1871–1945),
verheiratet, einer Tochter Ludwig Dietrich von Breitenbuchs (1833–1899) auf Ranis, Ludwigshof und Brandenstein, und hatte mit ihr zwei Kinder. Seine Witwe heiratete in zweiter Ehe 1902 Börries Freiherr von Münchhausen (1874–1945) und verwaltete die Güter für ihren noch unmündigen Sohn Siegfried Leberecht Heinrich Crusius (1897–1978). Siegfried Crusius war von 1916 bis zur Enteignung 1945/46 Gutsbesitzer von Sahlis und Rüdigsdorf. Seine Mutter und sein Stiefvater übersiedelten 1920 nach Schloss Windischleuba.